# KaRRamBa...oszalał!!?
KaRRamBa...oszalał!!? − drugi album studyjny polskiego rapera Karramby wydany w 1997 roku nakładem wytwórni Star Maker w formie CD. Album sprzedał się w nakładzie 80 tys. egzemplarzy oraz uzyskał status złotej płyty.

## Lista utworów
1. „Prolog” – 0:56
2. „KaRRamBa oszalał!!?” – 4:10
3. „No Drugs /Video Mix/” – 4:18
4. „Miky /Video/Radio Mix/” – 3:26
5. „Lilly” – 3:20
6. „Ashes to Ashes (Dedicated to R.I.P. Wembley from K.A.S.A.)” – 4:16
7. „Baltazar... czyżby czwarty???” – 0:57
8. „Boom!!! Shake the Room” – 3:53
9. „City No.1” – 6:00
10. „1,2,3, przegrasz Ty!” – 1:40
11. „A gdzie była Policja?” – 4:16
12. „Miky /Natural Born Wordz Mix/” – 3:18
13. „Ideał?” – 2:34
14. „No Drugzz /N.Y. Version/” – 4:18
15. „Drugs Story IV” – 1:38
16. „I Wanna Die (Co to za świat) /N.Y. Version/” – 4:45
17. „Przykazanie Juniora” – 3:33
18. „Znam (wszystkie Twoje myśli)” – 3:40
19. „Taki jest świat” – 5:18
20. „Epilog (c.d.n.)” – 1:00

## Certyfikaty
Certyfikaty sprzedaży są wystawiane przez Związek Producentów Audio-Video za osiągnięcie określonej liczby sprzedanych egzemplarzy, obliczanej na podstawie kupionych kopii fizycznych i cyfrowych, a także odtworzeń w serwisach streamingowych.

### Certyfikat
- złota płyta

### Sprzedaż
- 80 000+